# Лёгкая атлетика на летних Олимпийских играх 1904 — прыжки в высоту
Соревнования по прыжкам в высоту среди мужчин на летних Олимпийских играх 1904 прошли 29 августа. Приняли участие шесть спортсменов из трёх стран.

## Призёры
| Золото           | Серебро           | Бронза                   |
| Сэмюэл Джонс США | Гаррет Сёвисс США | Пауль Вайнштайн Германия |

## Рекорды
| Мировой рекорд     | Официального рекорда не было до 18 мая 1912 года | —      |                |              |  |
| Олимпийский рекорд | Ирвинг Бакстер (USA)                             | 1,90 м | Париж, Франция | 15 июля 1900 |  |

## Соревнование
| Место | Спортсмен             | Результат  |
| ----- | --------------------- | ---------- |
| 1     | Сэмюэл Джонс (USA)    | 1,80 м     |
| 2     | Гаррет Сёвисс (USA)   | 1,77 м     |
| 3     | Пауль Вайнштайн (GER) | 1,77 м     |
| 4     | Лайош Гёнци (HUN)     | 1,75 м     |
| 5     | Эмиль Фрэймарк (USA)  | Неизвестен |
| 6     | Эрвин Баркер (USA)    | 1,70 м     |